# Juan Viñas Bona
Juan Viñas Bona (Gerona, 21 de enero de 1918 - Barcelona, 30 de enero de 2002) fue un periodista y locutor español. Recordado por sus programas benéficos e infantiles en la radio de los años 50, 60 y 70.

## Biografía
Debutó en Radio Gerona en 1940. Ganó las oposiciones a locutor en Radio Nacional de España en Madrid en 1943. Dos años después se trasladó a Barcelona donde se encargó de organizar la puesta en marcha de Radio Nacional de España en Barcelona, que inició sus transmisiones el 6 de junio de 1949. Era el subdirector de la emisora y jefe de programas. Había organizado y dirigido un curso de formación de locutores para integrar la plantilla de la nueva emisora que seleccionó a Jorge Arandes, María Victoria Lucio, Eduardo Berraondo y María Esther Jaumot. Posteriormente, bajo su docencia, también se incorpororaron a RNE Federico Gallo, y Luis Pruneda. Apoyó el teatro radiofónico que dirigía su amigo y compañero Juan Manuel Soriano, promovió el proyecto de un programa radiofónico, Fantasía, creado, dirigido y presentado por Jorge Arandes y Federico Gallo, impulsó las retransmisiones deportivas que empezó a locutar junto con Miguel Ángel Valdivieso, y creó, dirigió y presentó junto con el actor Emilio Fábregas (Sr. Dalmau) la famosa Campaña Benéfica que estuvo en antena hasta 1974 y que le dio gran popularidad, sobre todo en las década de los 50 y 60. También se encargaba de la retransmisión en directo de todo tipo de eventos, desde encuentros deportivos hasta misas. Fue muy celebrada su retransmisión para toda España de los Campeonatos Mundiales de Hochey sobre Patines celebrados en Barcelona en junio de 1951, y que ganó el equipo español.
También presentó programas en los primeros años de Televisión española desde los Estudios de Miramar, con espacios como el concurso X-0 da dinero (1959) o los infantiles Fiesta con nosotros (1962) y Día de fiesta (1966), ambos con la artista de marionetas Herta Frankel.
Ha recibido el Premio Ondas (Nacionales de Radio) en 1954, "Por su actuación como locutor en los campeonatos de hockey", en 1955 por la Campaña Benéfica y en 1999 por su larga dedicación a la radio.
Otro ámbito de su actividad profesional fueron las relaciones públicas, donde fue uno de los pioneros en España. En 1960 participó en la creación de la primera agencia de relaciones públicas en España, que dirigía Joaquín Maestre, y colaboró en ella durante muchos años.
Dirigió durante 25 años, desde su inicio en 1955, la Campaña de Protección Ocular, una genuina acción de relaciones públicas del sector óptico, posiblemente la primera de este tipo que se realizaba en España.
Desde su jubilación como Subdirector de los servicios económico y administrativos y de personal de RTVE, en 1983, dirigió la Asociación Ámbito de investigación y difusión María Corral, que promueve la investigación y difusíón de temas de interés humanista.
En la última etapa de su vida, aceptó la invitación del Presidente de la Generalidad de Cataluña, Jordi Pujol, de presentarse en la lista de Convergencia y Unión, como independiente, a las elecciones al Parlamento de Cataluña de 1999, donde fue elegido diputado, cargo que ejerció hasta su fallecimiento el 30 de enero de 2002.